# Nicteri de Bates
El nicteri de Bates (Nycteris arge) és una espècie de ratpenat que es troba a Àfrica. L'espècie fou anomenada en honor de l'ornitòleg i botànic estatunidenc George Latimer Bates.

## Hàbitat
Viu en boscos i sabanes.